# Fibré des repères
En géométrie différentielle, un fibré des repères est un certain type de fibré principal qui correspond à un fibré vectoriel sur une variété différentielle. Les points du fibré des repères sont les repères linéaires des fibres du fibré vectoriel correspondant.
L'exemple le plus commun de fibré des repères est le fibré des repères tangents correspondant au fibré tangent d'une variété différentielle. Le fibré des repères tangents revient souvent en géométrie différentielle puisque, par réduction structurelle, il sert à définir plusieurs autres fibrés des repères dont le fibré des repères orthonormaux d'une variété riemannienne ou encore le fibré des repères symplectiques d'une variété symplectique.
La notion de fibré des repères joue un rôle important en physique théorique dont en théorie de jauge, en quantification géométrique ainsi qu'en relativité générale dans sa formulation en tétrades où des champs de repères non holonomiques sont considérés. Le fibré des repères joue aussi un rôle important en physique quantique où son double recouvrement sert à définir la notion de spin 1/2 des fermions. Ensuite, le fibré des repères joue aussi un rôle dans les théories du tout et en théorie de Kaluza-Klein où les groupes structurels en jeu, e.g. {\displaystyle \mathrm {SU} (3)\times \mathrm {SU} (2)\times \mathrm {U} (1)}, peuvent être interprétés comme sous-groupes d'un {\displaystyle \mathrm {GL} (n;\mathbb {R} )} pour n assez grand. Enfin, l'importance de la notion de fibré des repères est que, contrairement à la notion plus générale de fibré principal, toute variété différentielle est naturellement munie d'un fibré des repères tangents.

## Définition
Soient :
- V un espace vectoriel sur un corps {\displaystyle \mathbb {K} \in \{\mathbb {R} ,\mathbb {C} \}} ;
- {\displaystyle \mathrm {GL} (V)} le groupe général linéaire de l'espace vectoriel V ;
- B une variété différentielle ;
- {\displaystyle E\to B} un V-fibré vectoriel sur B.

Définition :
Le fibré des repères du fibré vectoriel E sur B est le {\displaystyle \mathrm {GL} (V)}-fibré principal {\displaystyle \pi :\mathrm {Fr} (E)\to B} dont les fibres sont données en tout point {\displaystyle x\in B} par :
{\displaystyle \mathrm {Fr} _{x}(E):=\mathrm {Isom} (V;E_{x})}.
Ici, {\displaystyle E_{x}} est la fibre de E sur le point x et {\displaystyle \mathrm {Isom} (V;E_{x})} dénote l'ensemble des isomorphismes allant de l'espace vectoriel V à l'espace vectoriel {\displaystyle E_{x}}.
L'action de groupe par la droite du groupe structurel {\displaystyle \mathrm {GL} (V)} sur le fibré principal {\displaystyle \mathrm {Fr} (E)} est donnée sur chaque fibre {\displaystyle \mathrm {Fr} _{x}(E)} par la composition d'applications linéaires :
{\displaystyle a\cdot \lambda :=a\circ \lambda ,\quad \forall a\in \mathrm {Fr} _{x}(E),\;\forall \lambda \in \mathrm {GL} (V)}
Un élément {\displaystyle a\in \mathrm {Fr} _{x}(E)} est dit être un repère de la fibre {\displaystyle E_{x}}.
Remarque : Ici la distinction est faite entre une base vectorielle (qui est un n-uplet de vecteurs) et un repère linéaire (qui est un isomorphisme entre espaces vectoriels). Néanmoins, une base vectorielle de V induit une bijection entre les bases vectorielles d'une fibre {\displaystyle E_{x}} et les repères linéaires en {\displaystyle \mathrm {Fr} _{x}(E)}.

## Sections d'un fibré associé à un fibré des repères
Soit {\displaystyle E\to B} un fibré vectoriel de fibre type V sur B et soit {\displaystyle \pi :\mathrm {Fr} (E)\to B} son fibré des repères correspondant. Considérons la représentation de groupe canonique {\displaystyle \rho :\mathrm {GL} (V)\to \mathrm {Aut} (V)} donnée par {\displaystyle \rho (\lambda )v=\lambda v} pour tout {\displaystyle \lambda \in \mathrm {GL} (V)} et tout {\displaystyle v\in V}.
Alors, E est naturellement le fibré associé de son fibré des repères {\displaystyle \mathrm {Fr} (E)} pour la représentation canonique :
{\displaystyle E=\mathrm {Fr} (E)\times _{\rho }V}.
Ce faisant, à toute section {\displaystyle \psi :B\to E} du fibré E correspond une fonction {\displaystyle \rho }-équivariante {\displaystyle \psi ^{\sharp }:\mathrm {Fr} (E)\to V}. Plus précisément, la relation entre {\displaystyle \psi } et {\displaystyle \psi ^{\sharp }} est donnée par {\displaystyle \psi (\pi (a))=[a,\psi ^{\sharp }(a)]} en tout {\displaystyle a\in P}. Ici {\displaystyle [\cdot ]} dénote la classe d'équivalence en {\displaystyle E=\mathrm {Fr} (E)\times _{\rho }V=(\mathrm {Fr} (E)\times V)/\sim } pour la relation d'équivalence usuelle {\displaystyle (a,v)\sim (a\cdot \lambda ,\rho (\lambda )^{-1}v)} pour tous {\displaystyle a\in \mathrm {Fr} (E),\;\lambda \in \mathrm {GL} (V),\;v\in V}.
Aussi, l'équivariance de {\displaystyle \psi ^{\sharp }} est explicitement {\displaystyle \psi ^{\sharp }(a\cdot \lambda )=\rho (a)^{-1}\psi ^{\sharp }(a)}.
Dans le présent cas spécifique des fibrés des repères, c.-à-d. un type particulier de fibré principal, on peut utiliser le fait que les points du fibré des repères sont des isomorphismes linéaires pour obtenir l'égalité suivante :
{\displaystyle \psi ^{\sharp }(a)=a^{-1}(\psi (\pi (a)))}.
On peut aller encore plus loin.
Soit {\displaystyle s_{\alpha }:U_{\alpha }\subset B\to \pi ^{-1}(U_{\alpha })\subset \mathrm {Fr} (E)} une section trivialisante locale.
Alors, la trivialisation locale {\displaystyle \psi _{\alpha }:=s_{\alpha }^{*}\psi ^{\sharp }:U_{\alpha }\to V} s'écrit explicitement :
{\displaystyle \psi _{\alpha }=s_{\alpha }^{-1}(\psi )}.
Cette dernière égalité est utile pour exprimer localement une base vectorielle du fibré E par un champ de repères local {\displaystyle s_{\alpha }}.

## Fibré des repères tangents
Le fibré des repères linéaires tangents sur une variété différentielle B de dimension n est le {\displaystyle \mathrm {GL} (n;\mathbb {R} )}-fibré principal {\displaystyle \mathrm {Fr} (TB)} qui correspond au fibré tangent {\displaystyle TB}. Il est aussi commun d'écrire plus simplement {\displaystyle \mathrm {Fr} (B)} au lieu de {\displaystyle \mathrm {Fr} (TB)}.

### Le fibré tangent
Considérons la représentation canonique {\displaystyle \rho _{0}:\mathrm {GL} (n;\mathbb {R} )\to \mathrm {Aut} (\mathbb {R} ^{n})} donnée par {\displaystyle \rho _{0}(\lambda )v:=\lambda v,\;\forall \lambda \in \mathrm {GL} (n;\mathbb {R} ),\forall v\in \mathbb {R} ^{n}}.
Le fibré tangent peut être vu comme un fibré associé du fibré des repères tangents :
{\displaystyle TB=\mathrm {Fr} (B)\times _{\rho _{0}}\mathbb {R} ^{n}}
Ici, on voit bien que les points du fibré des repères {\displaystyle \mathrm {Fr} (B)} correspondent à des repères linéaires tangents sur B.
En effet, tout repère {\displaystyle a\in \mathrm {Fr} (B)} induit une base vectorielle {\displaystyle \{v_{i}\}_{i=1,...,n}=\{a(e_{i})\}_{i=1,...,n}} de la fibre tangente {\displaystyle T_{\pi (a)}B}, pour {\displaystyle \{e_{i}\}_{i=1,...,n}} la base canonique de {\displaystyle \mathbb {R} ^{n}}.
Inversement, étant donnée une base vectorielle {\displaystyle \{v_{i}\}_{i=1,...,n}} de {\displaystyle T_{x}B} il existe un repère {\displaystyle a\in \mathrm {Fr} _{x}(B)} tel que {\displaystyle v_{i}=a(e_{i}),\;i=1,...,n}.

### Le fibré cotangent
Considérons la représentation canonique duale {\displaystyle \rho _{0}^{*}:\mathrm {GL} (n;\mathbb {R} )\to \mathrm {Aut} ((\mathbb {R} ^{n})^{*})} donnée par {\displaystyle \rho _{0}^{*}(\lambda )\alpha :=\alpha \circ \lambda ^{-1},\;\forall \lambda \in \mathrm {GL} (n;\mathbb {R} ),\forall \alpha \in (\mathbb {R} ^{n})^{*}}.
Le fibré cotangent peut être vu comme un fibré associé du fibré des repères tangents :
{\displaystyle T^{*}B=\mathrm {Fr} (B)\times _{\rho _{0}^{*}}(\mathbb {R} ^{n})^{*}}

### Le fibré tensoriel
Plus généralement, tout tenseur sur une variété différentielle est une section du fibré tensoriel. Le fibré tensoriel peut être construit soit à partir des diverses tensorisations des fibrés tangent {\displaystyle TB} et cotangent {\displaystyle T^{*}B} soit à partir du fibré des repères {\displaystyle \mathrm {Fr} (B)} et des diverses tensorisations des représentations canonique et canonique duale.

### Lesn-formes différentielles
Une n-forme différentielle est une section du fibré en droites réelles suivant :
{\displaystyle \wedge ^{n}T^{*}B=\mathrm {Fr} (B)\times _{\wedge ^{n}\rho _{0}^{*}}\wedge ^{n}(\mathbb {R} ^{n})^{*}}
De manière équivalente, on peut écrire ce dernier fibré comme :
{\displaystyle \wedge ^{n}T^{*}B=\mathrm {Fr} (B)\times _{\rho }\mathbb {R} }
pour la représentation {\displaystyle \rho :\mathrm {GL} (n;\mathbb {R} )\to \mathbb {R} ^{\times }\;;\;\lambda \mapsto \det(\lambda )^{-1}}.

### Les densités
Une densité sur une variété B est une section du fibré en droites réelles suivant :
{\displaystyle E=\mathrm {Fr} (B)\times _{\rho }\mathbb {R} }
pour la représentation {\displaystyle \rho :\mathrm {GL} (n;\mathbb {R} )\to (\mathbb {R} _{+},\cdot )\;;\;\lambda \mapsto \left|\det(\lambda )\right|^{-1}}. 
Les densités sont surtout considérées dans un contexte statistique sur une variété différentielle, par exemple en mécanique statistique. En effet, l'intégration d'une densité {\displaystyle d\mu } sur {\displaystyle U\subset B} donne lieu à une mesure {\displaystyle \mu (U)=\int _{U}d\mu }.

## Champ de repères holonomiques et non holonomiques
Soit B une variété différentielle de dimension n, {\displaystyle TB} son fibré tangent et {\displaystyle \mathrm {Fr} (B)} son fibré des repères tangents. Un champ de repères tangents local est une section trivialisante locale du fibré des repères tangents :
{\displaystyle s_{\alpha }:U_{\alpha }\subset B\to \pi ^{-1}(U_{\alpha })\subset \mathrm {Fr} (E)}
La base canonique {\displaystyle \{e_{i}\}_{i=1,...,n}} de {\displaystyle \mathbb {R} ^{n}} et un champ de repères tangents local {\displaystyle s_{\alpha }} induisent une base locale {\displaystyle \{X_{i}\}_{i=1,...,n}=\{s_{\alpha }(e_{i})\}_{i=1,...,n}} du fibré tangent {\displaystyle T_{U_{\alpha }}B} sur {\displaystyle U_{\alpha }}.
Lorsque la famille de champs vectoriels {\displaystyle \{X_{i}\}_{i=1,...,n}} peut s'écrire comme :
{\displaystyle X_{i}={\frac {\partial }{\partial x^{i}}}}
pour un système de coordonnées locales {\displaystyle (x^{i})_{i=1,...,n}} sur {\displaystyle U_{\alpha }}, on dit que {\displaystyle s_{\alpha }} est un champ de repères holonomique. Autrement dit, un champ de repères holonomique est un champ de repères qui peut s'exprimer en termes de coordonnées locales. Il existe bien entendu des champs de repères qui ne sont pas holonomiques. L'utilité d'un champ de repères non holonomique est, par exemple, d'écrire localement une métrique pseudo-riemannienne courbe comme une métrique de Minkowski, ce qui est bien entendu impossible à faire avec un champ de repères holonomique.

## Réduction structurelle et structures
En géométrie différentielle, voici des exemples de structures géométriques couramment introduites sur une variété différentielle B de dimension {\displaystyle 2n} :
- une structure riemannienne g est donnée par une section du fibré des formes bilinéaires symétriques {\displaystyle (T^{*}B\odot T^{*}B)} : {\displaystyle g\in \Gamma (T^{*}B\odot T^{*}B)} ;
- une structure symplectique {\displaystyle \omega \in \Gamma (T^{*}B\wedge T^{*}B)} ;
- une structure presque-complexe {\displaystyle J\in \Gamma (T^{*}B\otimes TB)}.

Ces diverses structures géométriques correspondent à diverses réductions structurelles du fibré des repères tangents.
Rappelons d'abord qu'une réduction structurelle du {\displaystyle \mathrm {GL} (2n;\mathbb {R} )}-fibré des repères tangents {\displaystyle \mathrm {Fr} (B)} est la donnée d'un sous-groupe de Lie {\displaystyle G<\mathrm {GL} (2n;\mathbb {R} )} et d'un sous-{\displaystyle G}-fibré principal {\displaystyle P\subset \mathrm {Fr} (B)}. Mathématiquement :
{\displaystyle a\cdot \lambda \in P,\quad \forall a\in P\subset \mathrm {Fr} (B),\;\forall \lambda \in G<\mathrm {GL} (2n;\mathbb {R} )}
La correspondance entre réduction structurelle et structure géométrique est comme suit. Soit {\displaystyle \rho _{0}} la représentation canonique de {\displaystyle \mathrm {GL} (2n;\mathbb {R} )} sur {\displaystyle \mathbb {R} ^{2n}} et soit {\displaystyle \rho _{0}^{*}} sa représentation canonique duale. Les structures géométriques {\displaystyle g}, {\displaystyle \omega } et {\displaystyle J} sont des sections de fibrés associés du fibré des repères tangents pour respectivement les représentations suivantes :
{\displaystyle \rho _{g}=\rho _{0}^{*}\odot \rho _{0}^{*}:\mathrm {GL} (2n;\mathbb {R} )\to \mathrm {Aut} ((\mathbb {R} ^{2n})^{*}\odot (\mathbb {R} ^{2n})^{*})}
{\displaystyle \rho _{\omega }=\rho _{0}^{*}\wedge \rho _{0}^{*}:\mathrm {GL} (2n;\mathbb {R} )\to \mathrm {Aut} ((\mathbb {R} ^{2n})^{*}\wedge (\mathbb {R} ^{2n})^{*})}
{\displaystyle \rho _{J}=\rho _{0}^{*}\otimes \rho _{0}:\mathrm {GL} (2n;\mathbb {R} )\to \mathrm {Aut} ((\mathbb {R} ^{2n})^{*}\otimes \mathbb {R} ^{2n})}
Ce faisant, aux structures géométriques {\displaystyle g}, {\displaystyle \omega } et {\displaystyle J} correspondent des fonctions respectivement {\displaystyle \rho _{g}}, {\displaystyle \rho _{\omega }} et {\displaystyle \rho _{J}}-équivariantes sur le fibré des repères tangents :
{\displaystyle g^{\sharp }:\mathrm {Fr} (B)\to (\mathbb {R} ^{2n})^{*}\odot (\mathbb {R} ^{2n})^{*}}
{\displaystyle \omega ^{\sharp }:\mathrm {Fr} (B)\to (\mathbb {R} ^{2n})^{*}\wedge (\mathbb {R} ^{2n})^{*}}
{\displaystyle J^{\sharp }:\mathrm {Fr} (B)\to (\mathbb {R} ^{2n})^{*}\otimes \mathbb {R} ^{2n}}
Soient {\displaystyle \{e_{i}\}_{i=1,...,2n}} la base canonique de {\displaystyle \mathbb {R} ^{2n}} et {\displaystyle \{e^{i}\}_{i=1,...,2n}} sa base canonique duale de {\displaystyle (\mathbb {R} ^{2n})^{*}} définie par {\displaystyle e^{i}(e_{j}):=\delta _{j}^{i},\;\forall i,j=1,...,2n}.
Sur {\displaystyle \mathbb {R} ^{2n}} il existe des structures canoniques :
- un produit scalaire canonique {\displaystyle g_{0}=\sum _{i=1}^{2n}e^{i}\otimes e^{i}},
- une forme symplectique canonique {\displaystyle \omega _{0}=\sum _{i=1}^{n}e^{i}\wedge e^{n+i}},
- une structure complexe canonique {\displaystyle J_{0}=\sum _{i=1}^{n}e^{i}\otimes e_{n+i}-e^{n+i}\otimes e_{i}}.

Par équivariance des fonctions {\displaystyle g^{\sharp }}, {\displaystyle \omega ^{\sharp }} et {\displaystyle J^{\sharp }} sur le fibré des repères tangents, il existe des sous-variétés où ces trois fonctions équivariantes ont pour valeurs leur version canonique {\displaystyle g_{0}}, {\displaystyle \omega _{0}} et {\displaystyle J_{0}} :
{\displaystyle P_{g}:=\{a\in \mathrm {Fr} (B):g^{\sharp }|_{a}=g_{0}\}}
{\displaystyle P_{\omega }:=\{a\in \mathrm {Fr} (B):\omega ^{\sharp }|_{a}=\omega _{0}\}}
{\displaystyle P_{J}:=\{a\in \mathrm {Fr} (B):J^{\sharp }|_{a}=J_{0}\}}
Ces trois sous-variétés de {\displaystyle \mathrm {Fr} (B)} sont respectivement des {\displaystyle \mathrm {O} (2n;\mathbb {R} )}, {\displaystyle \mathrm {Sp} (2n;\mathbb {R} )} et {\displaystyle \mathrm {GL} (n;\mathbb {C} )} sous-fibrés principaux.
C'est ainsi que les structures géométriques correspondent aux réductions structurelles du fibré des repères tangents.
Ce phénomène s'étend à d'autres domaines de la géométrie différentielle. Ainsi on peut introduire la notion de structure spinorielle, quand elle existe, par relèvement de la structure du fibré des repères orthornormaux d'une variété riemannienne. Ou encore, en quantification géométrique, une structure hermitienne {\displaystyle h} correspond à une {\displaystyle \mathrm {U} (1)}-réduction structurelle d'un {\displaystyle \mathbb {C} ^{\times }}-fibré principal.